# Meczet sułtanki Mihrimah przy Edirnekapı

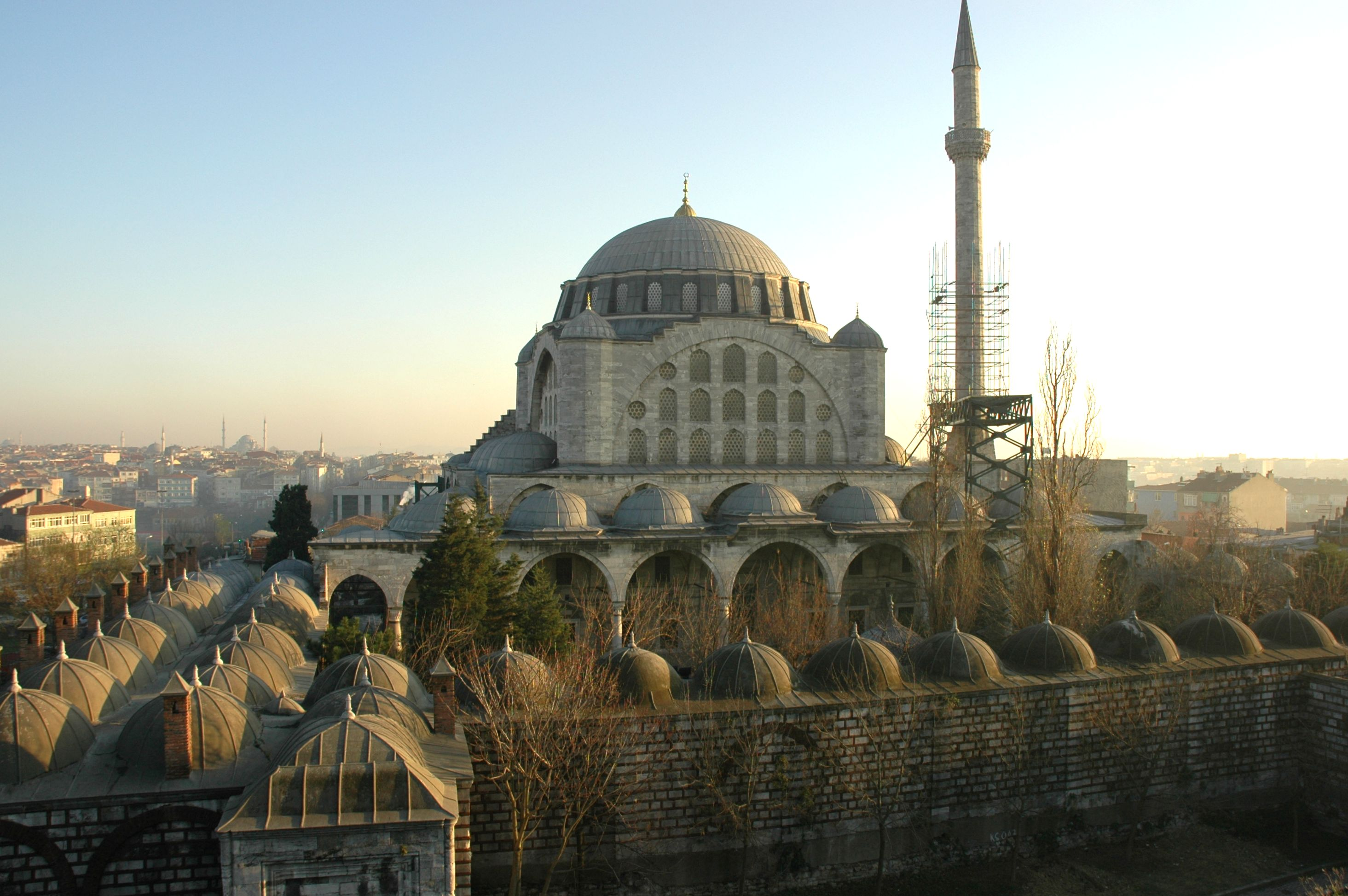
Meczet z minaretem (2006)

Meczet sułtanki Mihrimah przy Edirnekapı (tur. Mihrimah Sultan Cami) - XVI-wieczny osmański meczet położony przy Edirnekapı w dzielnicy Fatih w Stambule. Jest to jeden z dwóch meczetów zbudowanych przez Mimar Sinana na zlecenie Mihrimah, córki Sulejmana Wspaniałego i Hürrem. Leżący na Szóstym Wzgórzu meczet, jest jednym z ważniejszych punktów orientacyjnych miasta.

## Historia
Budowa meczetu została zlecona przez sułtankę Mihrimah, bogatą i wpływową córkę sułtana Sulejmana Wspaniałego i jego żony Hürrem. Mihrimah zleciła zadanie Sinanowi po śmierci męża, wielkiego wezyra Rüstema Paszy w roku 1561. Przejmując jego majątek, stała się najbogatszą kobietą w imperium co ułatwiało jej pasję do architektury.
Nie ma dokładnej inskrypcji potwierdzającej rok budowy meczetu. Przez wiele lat uważano, że meczet został zbudowany między 1540-1550, ale dokumenty z Konyalı potwierdzają, że meczet powstawał między 1562, a 1565 rokiem, a w roku 1570 został ukończony. Na przestrzeni wieków dobudowywano różne budowle. 
Meczet został poważnie uszkodzony podczas trzęsień w latach 1648,1690 i 1714, wtedy to ucierpiały kopuły, a także w 1894 roku. W latach 1956-1957 meczet został odrestaurowany, jednak w 1999 podczas trzęsienia ziemi w Izmicie budowla ponownie została uszkodzona. Dziś stoi ona w dobrym stanie, lecz nadal zagrożona jest zniszczeniami, w związku z nawiedzającymi regularnie Turcję trzęsieniami ziemi.

### Legenda
Przez wieki w imperium krążyły pogłoski, jakoby Mimar Sinan był szaleńczo zakochany w sułtance Mihrimah, a obydwa meczety jej imienia zbudował bez wiedzy sułtana na dowód miłości, poświęcając własny majątek. Do dziś, uważa się, że jeden minaret przy meczecie Mihrimah przy Edirnekapı symbolizuje samotność Sinana, ponieważ jego uczucie było zakazane.
Owa legenda nadal żyje dzięki pewnemu detalowi. Mimar Sinan zbudował meczet przy Edirnekapı dokładnie w miejscu, w którym słońce zachodzi 21 marca, czyli w dniu urodzin Mihrimah. Zachód słońca, można oglądać za minaretem europejskiego meczetu, gdy księżyc wschodzi za minaretem po stronie azjatyckiej. Należy także dodać, że imię Mihrimah (osm. مهر ماه سلطان ) oznacza „słońce i księżyc” w języku perskim i sama sułtanka była nazywana "sułtanką słońca i księżyca".
Nie ma dowodów na to, że Sinan kochał sułtankę, a zbudowanie meczetów bez zgody sułtana było niemożliwe. Groziłoby to wysoką karą. Fakt, że sama sułtanka zleciła budowę meczetów, zmniejsza szansę na prawdziwość owej legendy.

## Architektura

### Wnętrze
Meczet jest zbudowany na planie kwadratu. Kopuła znajduje się na wysokości 37 metrów nad ziemią, a jej średnica wynosi około 20 metrów. Posiada pojedynczą kopułę i pojedynczy minaret. Początkowo planowana była budowa dwóch minaretów, jednak drugiego nigdy nie zbudowano. Podczas trzęsienia ziemi w 1894 roku minaret rozbił się o dach. Dziś jest w pełni odrestaurowany.  
Dzięki innowacyjnym i nowym systemom, które wykorzystał Sinan, wewnątrz budowli znajduje się 161 okien. Dostarczają one więcej światła, dzięki czemu meczet w ciągu dnia jest bardzo dobrze oświetlony, a mozaiki na oknach dodają wnętrzu kolorów.  Drewniane okiennice i drzwi są wysadzane masą perłową i kością słoniową. Ambona (arab.منبر)  i nisza modlitewna (arab. محراب) są wykonane z kamienia i są idealnymi przykładami stylu, który reprezentował Sinan – styl klasyczny osmański. Dekoracje i zdobienia wnętrza są proste i bardziej skromne. Wiele detali nie zachowało się do dziś ze względu na zniszczenia, w związku z trzęsieniami ziemi na przestrzeni wieków. Większość zdobień były ponownie wykonane podczas renowacji za panowania sułtana Abdülhamita w latach 1876-1909. 

### Kompleks
W całym kompleksie (arab. كلية) meczetu znajduje się medresa, hamam, grobowiec (tur. türbe) oraz mały bazar (osm. اراسته). Dochody z bazarku przy meczecie są przeznaczane na działalność meczetu, a hamam działa do dziś. Fontanna do ablucji (tur. şadırvan) stoi do dziś na wewnętrznym dziedzińcu, ale sam dziedziniec nie zachował się w pierwotnej formie.

### Grobowiec
Sułtanka Mihrimah została pochowana w meczecie Süleymaniye razem z ojcem i matką, ale w jej meczecie w mauzoleum spoczywa córka, sułtanka Ayşe Hümaşah z mężem, wielkim wezyrem Semizem Alim Paszą. Obok znajdują się także groby wielu potomków Mihrimah. 

## Znaczenie w historii
Meczet sułtanki Mihrimah jest jednym z symboli "złotego wieku" Imperium Osmańskiego za panowania Sulejmana Wspaniałego. Mihrimah jako jedyna córka sułtana, udzielała się charytatywnie, a swój ogromny majątek przeznaczała między innymi na budowle takie jak oba jej meczety. Drugi meczet sułtanki znajduje się w dzielnicy Üsküdar w Stambule. W czasach imperium obie budowle pełniły ważne funkcje, szczególnie dla biedniejszej społeczności Stambułu. 
Cała budowla jest jedną z najwspanialszych jakie zbudował Sinan. Styl w jakim zbudowano meczet zapoczątkował nowe style architektoniczne, ale także pokazuje różnicę, w jaki sposób budowane były meczety na zlecenie kobiet, a w jaki mężczyzn. Meczet męża Mihrimah, Rüstema Paszy nieco przyćmiewa meczet jego żony. Budowle zlecane przez urzędników państwowych były bardziej spektakularne z zewnątrz i w środku, a przez sułtanki i kobiety z wpływowych rodzin, skromniejsze, symbolizujące kobiecość. Jednak nie zmienia to faktu, że nawet meczety budowane z polecenia kobiet były równie imponujące. Innym przykładem ważnego meczetu, zbudowanego pod protektoratem sułtanki jest Nowy Meczet (tur. Yeni Cami) w Stambule. Budowę zleciła sułtanka Safiye, matka Mehmeda III, a prace kontynuowała sułtanka Turhan Hatice, matka Mehmeda IV.
Meczet Mihrimah był i jest wzorem dla wielu meczetów w Stambule czy całej Turcji. Jednokopułowe meczety wypełnione światłem, dzięki dużej ilości okien stały się podstawą osmańskiej architektury w XVIII i XIX wieku. Jednym z przykładów zastosowania jednej kopuły jest meczet Valide Pertevniyal Sultan w Stambule.